# Christopher Beckett (4e baron Grimthorpe)
Christopher John Beckett (16 septembre 1915 - 2003) est un soldat, chef d'entreprise, propriétaire foncier et pair britannique, titré 4e baron Grimthorpe.

## Vie privée
Christopher John Beckett est né le 16 septembre 1915, fils aîné de Ralph William Ernest Beckett, 3e baron Grimthorpe (1891-1963), associé de la société bancaire Beckett and Co., de Leeds, Yorkshire, et de sa première épouse, Mary Alice, fille du colonel Mervyn Archdale, du 12e lanciers et Mary Kate de Bathe, fille de Henry de Bathe (4e baronnet). Il grandit à Easthorpe Hall, Malton, dans le Yorkshire du Nord, où son père et sa deuxième épouse, Angela, dirigent un haras où ils élèvent Fragrant Mac, qui remporte le Scottish Grand National en 1952. Le meilleur cheval qu'ils possèdent, cependant, est Fortina, vainqueur de la Cheltenham Gold Cup en 1947.
Christopher Beckett fait ses études au Collège d'Eton. Il succède à son père en tant que quatrième baron et huitième baronnet en 1963.
Le 17 février 1954, il épouse Elizabeth Lumley, fille de Roger Lumley (11e comte de Scarbrough), de Lumley Castle, Lord chambellan de la reine. Le mariage a lieu à la chapelle de la reine, Marlborough Gate, parfois appelée la chapelle de Marlborough House, avec l'autorisation spéciale du souverain, et la réception de mariage a lieu au palais St James. La reine Elizabeth, la reine mère, la princesse Margaret et la duchesse de Gloucester étaient présentes. En 1973, Lady Grimthorpe rejoint la maison de la reine mère en tant que dame de la chambre et reste à ce poste à Clarence House jusqu'à la mort de la reine.
Lord Grimthorpe est directeur du comité de course de Thirsk et membre du Jockey Club. Il est également consultant et représentant des ventes auprès d'Alfred McAlpine and Son Ltd. En 1973, il rejoint le conseil d'administration du Yorkshire Post Newspapers, dont son oncle, Rupert Beckett, est président pendant 30 ans, de 1920 à 1950. Lord Grimthorpe est nommé OBE (militaire) en 1958.
Il a deux fils, Edward John et Ralph Daniel (Danny) Beckett, et une fille, Harriet.

## Carrière militaire
Il fait une brillante carrière militaire, prenant sa retraite de l'armée en 1968 en tant que brigadier.
Il est colonel commandant le 9th Queen's Royal Lancers de 1955 à 1958 et le brigadier Royal Armored Corps Western Command de 1961 à 1964. Il est commandant adjoint de Malte et de la Libye de 1964 à 1967 et sert comme aide de camp à la reine.
À la retraite, il est lieutenant adjoint du North Yorkshire de 1969 et colonel des 9e / 12e lanciers de 1973 à 1978.